# Diecéze Winona

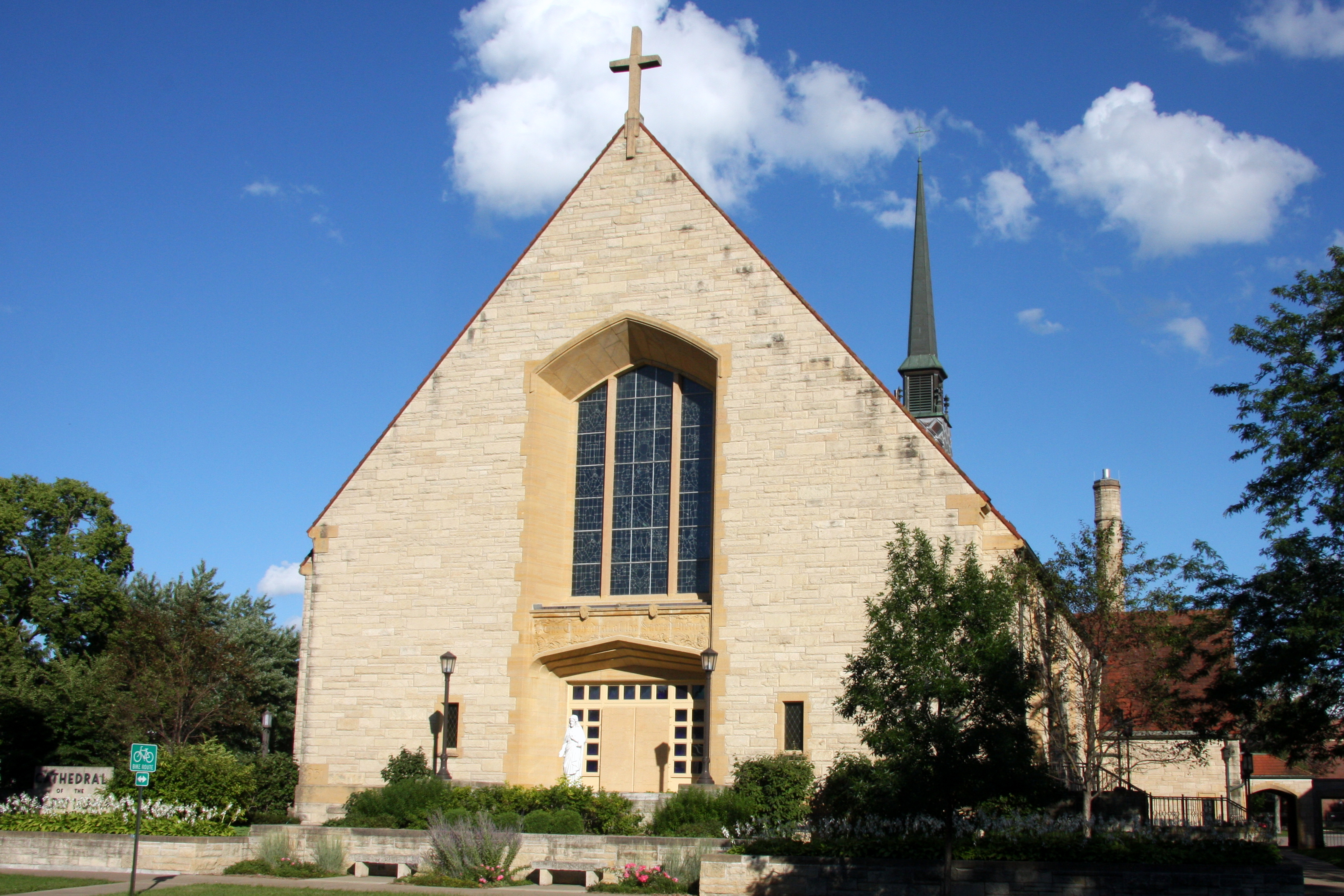
Katedrála Nejsvětějšího srdce Páně ve Winoně

Diecéze Winona-Rochester (latinsky Dioecesis Vinonaënsis-Roffensis) je latinské církevní území neboli diecéze katolické církve v jižní Minnesotě ve Spojených státech amerických. Je sufragánní diecézí v církevní provincii metropolitní arcidiecéze Saint Paul a Minneapolis.
Mateřským kostelem diecéze Winona-Rochester je katedrála Nejsvětějšího srdce ve Winoně a konkatedrála sv. Jana Evangelisty v Rochesteru.

## Území
Diecéze Winona-Rochester zahrnuje následujících 20 okresů: Blue Earth, Cottonwood, Dodge, Faribault, Fillmore, Freeborn, Houston, Jackson, Martin, Mower, Murray, Nobles, Olmsted, Pipestone, Rock, Steele, Wabasha, Waseca, Watonwan a Winona.
V Minnesotě diecéze sousedí na severu s arcidiecézí Saint Paul a Minneapolis a s diecézí New Ulm.

## Historie

### 1826 až 1889
Oblast jižní Minnesoty prošla několika katolickými jurisdikcemi, než Vatikán ustanovil diecézi Winona:
- Diecéze Saint Louis (1826 až 1837)
- Diecéze Dubuque (1837 až 1850)
- Diecéze Saint Paul (1850 až 1875)[2][3]

První mši v současné diecézi sloužil v roce 1840 Lucien Galtier u řeky Mississippi ve Wabashe. Když se v regionu začalo usazovat velké množství katolických irských, německých, českých a polských přistěhovalců, vyslala diecéze další misionáře, aby jim sloužili.
V roce 1854 byla v Mankatu založena první farnost sv. Petra a Pavla. V roce 1857 byla založena první farnost ve Winoně, sv. Tomáše. V roce 1863 byl otevřen první katolický kostel v Rochesteru, sv. Jana Evangelisty. V roce 1877 zakoupil koadjutor biskup John Ireland ze Saint Paul více než 100 000 akrů (40 000 ha) půdy v oblasti Winony. Ireland poté získal chudé katolické irské a německé zemědělce, aby tuto půdu koupili a usadili se na ní, a poskytl jim výhodné podmínky splácení.
V roce 1882 postavily sestry svatého Františka v Rochesteru novou nemocnici a požádaly lékaře Williama Jamese Mayo a Charlese Mayo, aby se stali zdravotnickým personálem. To byl začátek Mayo Clinic.

### 1889 až 1928
Papež Lev XIII. ustanovil diecézi Winona 26. listopadu 1889. Prvním biskupem Winony jmenoval reverenda Josepha Cottera ze Saint Paul. Když se Cotter stal biskupem, zahrnovala nová diecéze 45 kněží, osm kostelů, 15 farních škol a dvě nemocnice. V diecézi žilo přibližně 38 000 katolíků. Cotter zemřel v roce 1909. V době jeho smrti měla diecéze více než 49 000 katolíků, 91 kněží, 116 kostelů a 29 farních škol se 4 700 studenty.

#### Znak
V roce 1889 při založení diecéze byl navržen a přijat diecézní znak.

Znak diecéze Winona–Rochester

Štít: znak diecéze tvoří růže na kosočtverci, podložená křížem.

Symbolika: indiánské jméno „Winona“ lze přeložit jako „nejkrásnější dcera kmene“ – jméno, které pro katolíky vystihuje Pannu Marii. Její „mystická růže“ se tak objevuje na diamantu (symbolu panen), podloženém křížem.
V roce 1910 byl papežem Piem X. biskupem ve Winoně jmenován reverend Patrick Heffron ze St. Paul. V roce 1911 otevřel ve Winoně Cotterovu střední školu a v roce 1912 St. Mary's College ve Winoně. V roce 1915 byl Heffron dvakrát postřelen při sloužení soukromé mše reverendem Laurencem M. Leschesem. Lesches se na Heffrona zlobil, že mu odepřel vlastní farnost; Heffron uvedl, že odmítl místo kvůli Leschesovu arogantnímu chování a emocionální labilitě. Heffron střelbu přežil; Lesches byl doživotně umístěn do psychiatrické léčebny. Heffron zemřel v roce 1927.

### 1928 až 1987
Papež Pius XI. jmenoval v roce 1928 pomocného biskupa Francise Kellyho z Winony dalším biskupem diecéze. Po 21 letech ve funkci biskupa odešel Kelley v roce 1949 do důchodu. Papež Pius XII. pak na jeho místo jmenoval pomocného biskupa Edwarda Fitzgeralda z Dubuque. Fitzgerald se stal známým jako „biskup stavitel“, protože dohlížel na stavbu katedrály Nejsvětějšího srdce Páně, semináře a několika kostelů v diecézi. V letech 1962–1965 se zúčastnil všech čtyř zasedání Druhého vatikánského koncilu a následně v diecézi zavedl koncilní reformy, včetně zavedení angličtiny jako jazyka ve mši.
Poté, co Fitzgerald v roce 1969 odešel do důchodu, papež Pavel VI. v témže roce vybral pomocného biskupa Lorase Watterse z Dubuque jako dalšího biskupa ve Winoně. Ten pak vydal dokument „Církev ve winonské diecézi“, který popisoval místní církev a role duchovních, řeholníků a laiků. Inicioval pastorační radu, která zajišťovala vedoucí úlohu laiků v pastoraci. Zřídil také tribunál, finanční úřad a reorganizoval diecézi na děkanáty. Watters odešel do důchodu v roce 1986.

### 1987 až 2010
Na místo Watterse jmenoval papež Jan Pavel II. v roce 1987 pomocného biskupa Johna Vlaznyho z chicagské arcidiecéze. Během svého působení Vlazny zvýšil zapojení laiků, decentralizoval diecézní personál a vytvořil Úřad pro mládež a rodinný život. Založil také tradici „dožínkové mše“, každoroční venkovní liturgie sloužené na farmě. V roce 1994 Vlazny požádal katolíky v diecézi, aby zvážili ukončení hazardních her jako zdroje příjmů pro farnosti a školy. V roce 1997 se Vlazny stal arcibiskupem arcidiecéze Portland v Oregonu.
Dalším biskupem ve Winoně se stal pomocný biskup Bernard Harrington z detroitské arcidiecéze, kterého v roce 1997 jmenoval Jan Pavel II. V roce 2008 se Harrington vyjádřil k plánům Kathy Redigové, diecézní kaplanky, přijmout nepovolené svěcení. Harrington řekl, že Redigová by se tímto krokem v podstatě „sama exkomunikovala“ z katolické církve. V témže roce jmenoval Benedikt XVI. pomocného biskupa Johna M. Quinna z detroitské arcidiecéze biskupem koadjutorem ve Winoně, aby Harringtonovi pomáhal.

### 2010 až současnost
Když Harrington později v roce 2008 odešel do důchodu, Quinn ho automaticky nahradil ve funkci biskupa. V březnu 2018 Vatikán přejmenoval diecézi Winona na diecézi Winona-Rochester. V prosinci 2018 diecéze Winona-Rochester požádala o vyhlášení bankrotu podle kapitoly 11 kvůli finanční zátěži způsobené 121 soudními spory o sexuální zneužívání, které se týkaly diecéze a 14 kněží. V rámci žádosti o bankrot diecéze souhlasila s tím, že nebude podávat námitky proti přidání dalších žalobců k soudním sporům až do 8. dubna 2019. Quinn odešel do důchodu v roce 2022.
Od roku 2023 je současným biskupem Winona-Rochester Robert Barron, který byl dříve pomocným biskupem arcidiecéze Los Angeles. V roce 2022 ho jmenoval papež František. V listopadu 2022 Barron oznámil, že diecéze přesouvá své sídlo z Winony do Rochesteru a buduje zde nové pastorační centrum.

### Případy sexuálního zneužívání
V roce 1984 soudní dokumenty odhalily, že reverend Thomas Adamson byl o deset let dříve obviněn ze sexuálního zneužití. Biskup Watters v reakci na to poslal Adamsona do soukromé psychiatrické léčebny v Connecticutu, aniž by kontaktoval policii. Když Adamson dokončil léčbu, povolil mu arcibiskup John Roach ze Saint Paul-Minneapolis v roce 1976, aby tam přestoupil. V roce 1984 byla arcidiecéze žalována místním párem, který tvrdil, že Adamson sexuálně zneužil jejich syna Gregoryho Riedleho. Adamson se v roce 2014 ke svým činům přiznal, ale nikdy nebyl stíhán kvůli promlčení.
Diecéze v roce 2013 zveřejnila seznam 14 kněží s věrohodnými obviněními ze sexuálního zneužívání nezletilých. V září 2018 zamítl minnesotský odvolací soud odvolání diecéze, které se týkalo zablokování žalob za minulé případy sexuálního zneužívání. V únoru 2021 dosáhla diecéze právního vyrovnání ve výši 21,5 milionu dolarů se 145 oběťmi sexuálního zneužívání ze strany diecézních duchovních v rámci svého návrhu na vyhlášení konkurzu v roce 2018.
V roce 2022 policie zatkla kněze Ubalda Roque Huertu z Rushmore kvůli obvinění ze sexuálního trestného činu. Huerta popíjel s kamarádem v jeho domě, když je sexuálně napadl. Diecéze se vyjádřila, že Huerta byl od roku 2019 suspendován ze služby a že diecéze požádala Vatikán o jeho laicizaci.

## Biskupové

### Biskupové z Winony
1. Joseph Bernard Cotter (1889–1909)
2. Patrick Richard Heffron (1910–1927)
3. Francis Martin Kelly (1928–1949)
4. Edward Aloysius Fitzgerald (1949–1969)
5. Loras Joseph Watters (1969–1986)
6. John George Vlazny (1987–1997), jmenován arcibiskupem Portlandu v Oregonu
7. Bernard Joseph Harrington (1998–2009)
8. John M. Quinn (2009–2018), přidáno druhé sídlo v Rochesteru, název diecéze změněn na Winona-Rochester

### Biskupové z Winona-Rochester
1. John M. Quinn (2018–2022)
2. Robert E. Barron (2022–současnost)[36]

### Biskupové koadjutoři
Leo Binz (1942–1949), nepřevzal úřad; jmenován arcibiskupem koadjutorem a arcibiskupem v Dubuque a později arcibiskupem v Saint Paul a Minneapolis

### Pomocní biskupové
George Henry Speltz (1963–1966), jmenován biskupem koadjutorem a později biskupem v Saint Cloud

### Další diecézní kněží, kteří se stali biskupy
- Robert Henry Brom, jmenovaný biskupem v Duluth v roce 1983 a později biskupem v San Diegu
- Frederick William Freking, jmenován biskupem Saliny v roce 1957 a později biskupem v La Crosse
- Michael Joseph Hoeppner, v roce 2007 jmenován biskupem v Crookston
- John Hubert Peschges, v roce 1938 jmenován biskupem v Crookstonu

## Vzdělávání

### Správci škol
| Name                | Tenure                     |
| ------------------- | -------------------------- |
| George Henry Speltz | 1945–1949                  |
| Thomas Adamson      | 1963–1964                  |
| James David Habiger | 1964–1980                  |
| Joseph Marie Kasel  | 1976–1982                  |
| Dominic J. Kennedy  | 1984–1988                  |
| Marsha Stenzel      | 2011–2015; 2022–současnost |

### Střední školy
- Cotter High School – Winona
- Lourdes High School – Rochester
- Loyola Catholic School – Mankato
- Pacelli High School – Austin

### Vysoké školy
St. Mary's University of Minnesota– Winona

### Semináře
Immaculate Heart of Mary Seminary – Winona